# 科怡路駅
科怡路駅（かいろえき）とは中華人民共和国北京市豊台区に位置する北京地下鉄9号線の駅である。

## 駅構造

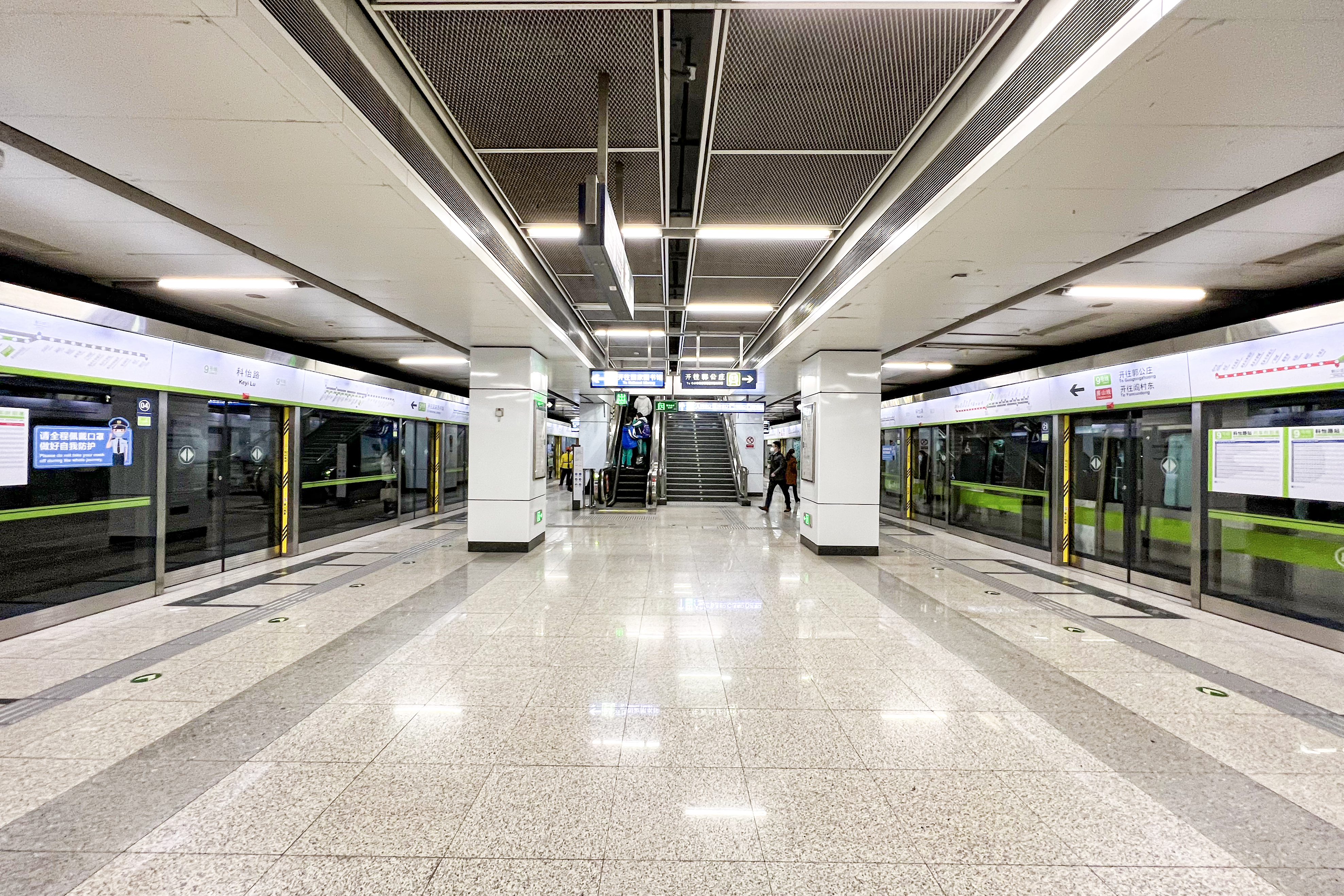
ホーム

島式ホーム1面2線を有する地下駅。

## 駅周辺
- 北京豊台第五小学科豊校区
- 北京市第二実験小学怡海分校

## 歴史
- 2011年12月31日 - 開業。

## 隣の駅
北京地下鉄
■9号線
豊台南路駅 - 科怡路駅 - 豊台科技園駅